# La Liga de 2020–21
A La Liga de 2020–21 (conhecida como La Liga Santander por razões de patrocínio) foi a 90ª edição da La Liga. A temporada começou mais tarde devido aos problemas causados pela pandemia de COVID-19; teve início em 12 de setembro de 2020 e terminou em 23 de maio de 2021. O Real Madrid entrou como o atual campeão.
O Atlético de Madrid se sagrou campeão desta edição ao vencer o Valladolid fora de casa, na última rodada, por 2–1, o que também decretou o rebaixamento do time mandante. O Atlético não vencia a La Liga desde a temporada 2013–14, o que colocou fim num tabu de seis temporadas com títulos alternados entre Real Madrid e Barcelona.
Além do Valladolid, o Huesca empatou com o Valencia na última rodada e também foi rebaixado. O Eibar teve o rebaixamento decretado com uma rodada de antecedência, ao perder para o Valencia fora de casa por 4–1.

## Regulamento
Os 20 clubes se enfrentam em jogos de ida e volta no sistema de pontos corridos. O clube que somar o maior número de pontos será declarado campeão.
Além do campeão, o 2º, 3º e 4º colocados terão vagas na Liga dos Campeões da UEFA. Já o 5º colocado terá vaga na UEFA Europa League, enquanto o 6º colocado disputará a Liga Conferência Europa da UEFA.
Por outro lado, os três piores clubes da La Liga serão rebaixados à Segunda Divisão Espanhola.

### Critérios de desempate
Em caso de empate entre dois clubes, os critérios serão:
1. Confronto direto
2. Saldo de gols
3. Gols marcados.

Mas se o empate envolver três ou mais clubes, os critérios de desempate serão:
1. Confronto direto entre as equipes envolvidas
2. Saldo de gols apenas nos jogos entre as equipes envolvidas
3. Saldo de gols no campeonato
4. Gols marcados no campeonato
5. Clube com melhor fair play.[7]

## Participantes

### Promovidos e rebaixados
| Pos. | Rebaixados da Primeira Divisão |
| ---- | ------------------------------ |
| 18°  | Leganés                        |
| 19°  | Mallorca                       |
| 20°  | Espanyol                       |

| Pos. | Promovidos da Segunda Divisão |
| ---- | ----------------------------- |
| 1º   | Huesca                        |
| 2º   | Cádiz                         |
| 6º   | Elche (Play-offs)             |

### Informações das equipes
Atlético Madrid

Getafe

Real Madrid
| Nº de equipes | Comunidade autónoma   | Equipes                                        |
| ------------- | --------------------- | ---------------------------------------------- |
| 4             | Andaluzia             | Betis, Cádiz, Granada e Sevilla                |
| 4             | Comunidade Valenciana | Elche, Levante, Valencia e Villarreal          |
| 4             | País Basco            | Athletic Bilbao, Alavés, Eibar e Real Sociedad |
| 3             | Comunidade de Madrid  | Atlético de Madrid, Getafe e Real Madrid       |
| 1             | Aragão                | Huesca                                         |
| 1             | Castela e Leão        | Valladolid                                     |
| 1             | Catalunha             | Barcelona                                      |
| 1             | Galiza                | Celta de Vigo                                  |
| 1             | Navarra               | Osasuna                                        |

| Equipe             | Cidade          | Treinador         | Estádio (mando)                      | Capacidade   | Títulos        | Material Esportivo |
| ------------------ | --------------- | ----------------- | ------------------------------------ | ------------ | -------------- | ------------------ |
| Alavés             | Vitoria-Gasteiz | Javier Calleja    | Mendizorroza                         | 19.840       | 0 (não possui) | Kelme              |
| Athletic Bilbao    | Bilbau          | Marcelino         | San Mamés                            | 53.289       | 8              | New Balance        |
| Atlético de Madrid | Madrid          | Diego Simeone     | Wanda Metropolitano                  | 68.456       | 10             | Nike               |
| Barcelona          | Barcelona       | Ronald Koeman     | Camp Nou                             | 99.354       | 26             | Nike               |
| Betis              | Sevilha         | Manuel Pellegrini | Benito Villamarín                    | 60.721       | 1              | Kappa              |
| Cádiz              | Cádis           | Álvaro Cervera    | Ramón de Carranza                    | 25.033       | 0 (não possui) | Adidas             |
| Celta de Vigo      | Vigo            | Eduardo Coudet    | Abanca-Balaídos                      | 29.000       | 0 (não possui) | Adidas             |
| Eibar              | Eibar           | Mendilibar        | Ipurua                               | 7.083        | 0 (não possui) | Joma               |
| Elche              | Elche           | Fran Escribá      | Manuel Martínez Valero               | 33.732       | 0 (não possui) | Hummel             |
| Getafe             | Getafe          | Pepe Bordalás     | Coliseum Alfonso Pérez               | 17.000       | 0 (não possui) | Joma               |
| Granada            | Granada         | Diego Martínez    | Nuevo Los Cármenes                   | 19.336       | 0 (não possui) | Nike               |
| Huesca             | Huesca          | Pacheta           | El Alcoraz                           | 7.638        | 0 (não possui) | Kelme              |
| Levante            | Valência        | Paco López        | Ciutat de València                   | 26.354       | 0 (não possui) | Macron             |
| Osasuna            | Pamplona        | Jagoba Arrasate   | El Sadar                             | 18.735       | 0 (não possui) | Adidas             |
| Real Madrid        | Madrid          | Zinédine Zidane   | Santiago Bernabéu Alfredo Di Stéfano | 81.044 6.000 | 34             | Adidas             |
| Real Sociedad      | San Sebastián   | Imanol Alguacil   | Reale Seguros Stadium                | 40.000       | 2              | Macron             |
| Real Valladolid    | Valladolid      | Sergio González   | José Zorrilla                        | 27.618       | 0 (não possui) | Adidas             |
| Sevilla            | Sevilha         | Julen Lopetegui   | Ramón Sánchez Pizjuán                | 43.833       | 1              | Nike               |
| Valencia           | Valência        | Voro (interino)   | Mestalla                             | 55.000       | 6              | Puma               |
| Villarreal         | Vila-real       | Unai Emery        | La Cerámica                          | 23.500       | 0 (não possui) | Joma               |

### Mudança de treinadores
| Clube           | Antecessor                 | Motivo                       | Data da vaga            | Pos.          | Sucessor           | Data da nomeação        | Ref.          |
| --------------- | -------------------------- | ---------------------------- | ----------------------- | ------------- | ------------------ | ----------------------- | ------------- |
| Villarreal      | Javier Calleja             | Demitido                     | 20 de julho de 2020     | Pré-temporada | Unai Emery         | 23 de julho de 2020     | [ 8 ] [ 9 ]   |
| Alavés          | Juan Muñiz                 | Fim de contrato              | 20 de julho de 2020     | Pré-temporada | Pablo Machín       | 5 de agosto de 2020     | [ 10 ] [ 11 ] |
| Betis           | Alexis Trujillo (interino) | Fim do período como interino | 20 de julho de 2020     | Pré-temporada | Manuel Pellegrini  | 9 de julho de 2020      | [ 12 ] [ 13 ] |
| Valencia        | Voro (interino)            | Fim do período como interino | 20 de julho de 2020     | Pré-temporada | Javi Gracia        | 27 de julho de 2020     | [ 14 ] [ 15 ] |
| Barcelona       | Quique Setién              | Demitido                     | 17 de agosto de 2020    | Pré-temporada | Ronald Koeman      | 19 de agosto de 2020    | [ 16 ] [ 17 ] |
| Elche           | Pacheta                    | Demitido                     | 25 de agosto de 2020    | Pré-temporada | Jorge Almirón      | 26 de agosto de 2020    | [ 18 ] [ 19 ] |
| Celta de Vigo   | Óscar García               | Demitido                     | 9 de novembro de 2020   | 17º           | Eduardo Coudet     | 12 de novembro de 2020  | [ 20 ] [ 21 ] |
| Athletic Bilbao | Gaizka Garitano            | Demitido                     | 3 de janeiro de 2021    | 9º            | Marcelino          | 3 de janeiro de 2021    | [ 22 ] [ 23 ] |
| Huesca          | Míchel                     | Demitido                     | 11 de janeiro de 2021   | 20º           | Pacheta            | 12 de janeiro de 2021   | [ 24 ] [ 25 ] |
| Alavés          | Pablo Machín               | Demitido                     | 12 de janeiro de 2021   | 16º           | Abelardo Fernández | 12 de janeiro de 2021   | [ 26 ] [ 27 ] |
| Elche           | Jorge Almirón              | Resignado                    | 12 de fevereiro de 2021 | 19º           | Fran Escribá       | 14 de fevereiro de 2021 | [ 28 ] [ 29 ] |
| Alavés          | Abelardo Fernández         | Demitido                     | 5 de abril de 2021      | 20º           | Javier Calleja     | 5 de abril de 2021      | [ 30 ] [ 31 ] |
| Valencia        | Javi Gracia                | Demitido                     | 2 de maio de 2021       | 14º           | Voro (interino)    | 3 de maio de 2021       | [ 32 ]        |

## Classificação
Atualizado em 26 de maio de 2021.
| Pos | Equipe             | Pts | J  | V  | E  | D  | GP | GC | SG  | Classificação ou descenso                              |
| --- | ------------------ | --- | -- | -- | -- | -- | -- | -- | --- | ------------------------------------------------------ |
| 1   | Atlético de Madrid | 86  | 38 | 26 | 8  | 4  | 67 | 25 | +42 | Fase de grupos da Liga dos Campeões da UEFA de 2021–22 |
| 2   | Real Madrid        | 84  | 38 | 25 | 9  | 4  | 67 | 28 | +39 | Fase de grupos da Liga dos Campeões da UEFA de 2021–22 |
| 3   | Barcelona          | 79  | 38 | 24 | 7  | 7  | 85 | 38 | +47 | Fase de grupos da Liga dos Campeões da UEFA de 2021–22 |
| 4   | Sevilla            | 77  | 38 | 24 | 5  | 9  | 53 | 33 | +20 | Fase de grupos da Liga dos Campeões da UEFA de 2021–22 |
| 5   | Real Sociedad      | 62  | 38 | 17 | 11 | 10 | 59 | 38 | +21 | Fase de grupos da Liga Europa da UEFA de 2021–22       |
| 6   | Betis              | 61  | 38 | 17 | 10 | 11 | 50 | 50 | 0   | Fase de grupos da Liga Europa da UEFA de 2021–22       |
| 7   | Villarreal         | 58  | 38 | 15 | 13 | 10 | 60 | 44 | +16 | Fase de grupos da Liga dos Campeões da UEFA de 2021–22 |
| 8   | Celta de Vigo      | 53  | 38 | 14 | 11 | 13 | 55 | 57 | −2  |                                                        |
| 9   | Granada            | 46  | 38 | 13 | 7  | 18 | 47 | 65 | −18 |                                                        |
| 10  | Athletic Bilbao    | 46  | 38 | 11 | 13 | 14 | 46 | 42 | +4  |                                                        |
| 11  | Osasuna            | 44  | 38 | 11 | 11 | 16 | 37 | 48 | −11 |                                                        |
| 12  | Cádiz              | 44  | 38 | 11 | 11 | 16 | 36 | 58 | −22 |                                                        |
| 13  | Valencia           | 43  | 38 | 10 | 13 | 15 | 50 | 53 | −3  |                                                        |
| 14  | Levante            | 41  | 38 | 9  | 14 | 15 | 46 | 57 | −11 |                                                        |
| 15  | Getafe             | 38  | 38 | 9  | 11 | 18 | 28 | 43 | −15 |                                                        |
| 16  | Alavés             | 38  | 38 | 9  | 11 | 18 | 36 | 57 | −21 |                                                        |
| 17  | Elche              | 36  | 38 | 8  | 12 | 18 | 34 | 55 | −21 |                                                        |
| 18  | Huesca             | 34  | 38 | 7  | 13 | 18 | 34 | 53 | −19 | Zona de rebaixamento à Segunda División de 2021–22     |
| 19  | Valladolid         | 31  | 38 | 5  | 16 | 17 | 34 | 57 | −23 | Zona de rebaixamento à Segunda División de 2021–22     |
| 20  | Eibar              | 30  | 38 | 6  | 12 | 20 | 29 | 52 | −23 | Zona de rebaixamento à Segunda División de 2021–22     |

1. ↑  Como o vencedor da Copa del Rey de 2020–21, Barcelona, se classificou para a fase de grupos da Liga dos Campeões por causa da posição na liga, a vaga atribuída ao vencedor da Copa del Rey (Fase de grupos da Liga Europa) foi passada para o sexto colocado e a vaga no play-off da Liga Conferência Europa seria passada para o sétimo colocado, porém  o Villarreal, sétimo colocado, venceu a Liga Europa da UEFA de 2020–21: assim, a Espanha ganhou mais uma vaga na Liga dos Campeões e a vaga na Liga Conferência Europa foi perdida, porque foi atingido o número máximo de clubes representantes em competições europeias, que são 7.
2. ↑  O Villarreal classificou-se para a Liga dos Campeões da UEFA de 2021–22 por ter vencido a Liga Europa da UEFA de 2020–21.
3. 1 2  Granada terminou à frente do Athletic Bilbao no confronto direto: Granada 2–0 Athletic Bilbao, Athletic Bilbao 2–1 Granada.
4. 1 2  Osasuna terminou à frente do Cádiz no confronto direto: Cádiz 0–2 Osasuna, Osasuna 3–2 Cádiz.

## Confrontos
| Mandante \ Visitante | ALA | ATH | ATM | BAR | CAD | CEL | EIB | ELC | GET | GRA | HUE | LEV | OSA | BET | RMA | RSO | SEV | VAL | VLL | VIL |
| -------------------- | --- | --- | --- | --- | --- | --- | --- | --- | --- | --- | --- | --- | --- | --- | --- | --- | --- | --- | --- | --- |
| Alavés               | —   | 1–0 | 1–2 | 1–1 | 1–1 | 1–3 | 2–1 | 0–2 | 0–0 | 4–2 | 1–0 | 2–2 | 0–1 | 0–1 | 1–4 | 0–0 | 1–2 | 2–2 | 1–0 | 2–1 |
| Athletic Bilbao      | 0–0 | —   | 2–1 | 2–3 | 0–1 | 0–2 | 1–1 | 1–0 | 5–1 | 2–1 | 2–0 | 2–0 | 2–2 | 4–0 | 0–1 | 0–1 | 2–1 | 1–1 | 2–2 | 1–1 |
| Atlético de Madrid   | 1–0 | 2–1 | —   | 1–0 | 4–0 | 2–2 | 5–0 | 3–1 | 1–0 | 6–1 | 2–0 | 0–2 | 2–1 | 2–0 | 1–1 | 2–1 | 2–0 | 3–1 | 2–0 | 0–0 |
| Barcelona            | 5–1 | 2–1 | 0–0 | —   | 1–1 | 1–2 | 1–1 | 3–0 | 5–2 | 1–2 | 4–1 | 1–0 | 4–0 | 5–2 | 1–3 | 2–1 | 1–1 | 2–2 | 1–0 | 4–0 |
| Cádiz                | 3–1 | 0–4 | 2–4 | 2–1 | —   | 0–0 | 1–0 | 1–3 | 0–2 | 1–1 | 2–1 | 2–2 | 0–2 | 0–1 | 0–3 | 0–1 | 1–3 | 2–1 | 0–0 | 0–0 |
| Celta de Vigo        | 2–0 | 0–0 | 0–2 | 0–3 | 4–0 | —   | 1–1 | 3–1 | 1–0 | 3–1 | 2–1 | 2–0 | 2–1 | 2–3 | 1–3 | 1–4 | 3–4 | 2–1 | 1–1 | 0–4 |
| Eibar                | 3–0 | 1–2 | 1–2 | 0–1 | 0–2 | 0–0 | —   | 0–1 | 0–0 | 2–0 | 1–1 | 0–1 | 0–0 | 1–1 | 1–3 | 0–1 | 0–2 | 0–0 | 1–1 | 1–3 |
| Elche                | 0–2 | 2–0 | 0–1 | 0–2 | 1–1 | 1–1 | 1–0 | —   | 1–3 | 0–1 | 0–0 | 1–0 | 2–2 | 1–1 | 1–1 | 0–3 | 2–1 | 2–1 | 1–1 | 2–2 |
| Getafe               | 0–0 | 1–1 | 0–0 | 1–0 | 0–1 | 1–1 | 0–1 | 1–1 | —   | 0–1 | 1–0 | 2–1 | 1–0 | 3–0 | 0–0 | 0–1 | 0–1 | 3–0 | 0–1 | 1–3 |
| Granada              | 2–1 | 2–0 | 1–2 | 0–4 | 0–1 | 0–0 | 4–1 | 2–1 | 0–0 | —   | 3–3 | 1–1 | 2–0 | 2–0 | 1–4 | 1–0 | 1–0 | 2–1 | 1–3 | 0–3 |
| Huesca               | 1–0 | 1–0 | 0–0 | 0–1 | 0–2 | 3–4 | 1–1 | 3–1 | 0–2 | 3–2 | —   | 1–1 | 0–0 | 0–2 | 1–2 | 1–0 | 0–1 | 0–0 | 2–2 | 0–0 |
| Levante              | 1–1 | 1–1 | 1–1 | 3–3 | 2–2 | 1–1 | 2–1 | 1–1 | 3–0 | 2–2 | 0–2 | —   | 0–1 | 4–3 | 0–2 | 2–1 | 0–1 | 1–0 | 2–2 | 1–5 |
| Osasuna              | 1–1 | 1–0 | 1–3 | 0–2 | 3–2 | 2–0 | 2–1 | 2–0 | 0–0 | 3–1 | 1–1 | 1–3 | —   | 0–2 | 0–0 | 0–1 | 0–2 | 3–1 | 0–0 | 1–3 |
| Betis                | 3–2 | 0–0 | 1–1 | 2–3 | 1–0 | 2–1 | 0–2 | 3–1 | 1–0 | 2–1 | 1–0 | 2–0 | 1–0 | —   | 2–3 | 0–3 | 1–1 | 2–2 | 2–0 | 1–1 |
| Real Madrid          | 1–2 | 3–1 | 2–0 | 2–1 | 0–1 | 2–0 | 2–0 | 2–1 | 2–0 | 2–0 | 4–1 | 1–2 | 2–0 | 0–0 | —   | 1–1 | 2–2 | 2–0 | 1–0 | 2–1 |
| Real Sociedad        | 4–0 | 1–1 | 0–2 | 1–6 | 4–1 | 2–1 | 1–1 | 2–0 | 3–0 | 2–0 | 4–1 | 1–0 | 1–1 | 2–2 | 0–0 | —   | 1–2 | 0–1 | 4–1 | 1–1 |
| Sevilla              | 1–0 | 0–1 | 1–0 | 0–2 | 3–0 | 4–2 | 0–1 | 2–0 | 3–0 | 2–1 | 1–0 | 1–0 | 1–0 | 1–0 | 0–1 | 3–2 | —   | 1–0 | 1–1 | 2–0 |
| Valencia             | 1–1 | 2–2 | 0–1 | 2–3 | 1–1 | 2–0 | 4–1 | 1–0 | 2–2 | 2–1 | 1–1 | 4–2 | 1–1 | 0–2 | 4–1 | 2–2 | 0–1 | —   | 3–0 | 2–1 |
| VLL                  | 0–2 | 2–1 | 1–2 | 0–3 | 1–1 | 1–1 | 1–2 | 2–2 | 2–1 | 1–2 | 1–3 | 1–1 | 3–2 | 1–1 | 0–1 | 1–1 | 1–1 | 0–1 | —   | 0–2 |
| Villarreal           | 3–1 | 1–1 | 0–2 | 1–2 | 2–1 | 2–4 | 2–1 | 0–0 | 1–0 | 2–2 | 1–1 | 2–1 | 1–2 | 1–2 | 1–1 | 1–1 | 4–0 | 2–1 | 2–0 | —   |

## Desempenho por rodada
Clubes que lideraram o campeonato ao final de cada rodada:
| Rodadas | Rodadas | Rodadas | Rodadas | Rodadas | Rodadas | Rodadas | Rodadas | Rodadas | Rodadas | Rodadas | Rodadas | Rodadas | Rodadas | Rodadas | Rodadas | Rodadas | Rodadas | Rodadas | Rodadas | Rodadas | Rodadas | Rodadas | Rodadas | Rodadas | Rodadas | Rodadas | Rodadas | Rodadas | Rodadas | Rodadas | Rodadas | Rodadas | Rodadas | Rodadas | Rodadas | Rodadas | Rodadas |
| ------- | ------- | ------- | ------- | ------- | ------- | ------- | ------- | ------- | ------- | ------- | ------- | ------- | ------- | ------- | ------- | ------- | ------- | ------- | ------- | ------- | ------- | ------- | ------- | ------- | ------- | ------- | ------- | ------- | ------- | ------- | ------- | ------- | ------- | ------- | ------- | ------- | ------- |
| 1       | 2       | 3       | 4       | 5       | 6       | 7       | 8       | 9       | 10      | 11      | 12      | 13      | 14      | 15      | 16      | 17      | 18      | 19      | 20      | 21      | 22      | 23      | 24      | 25      | 26      | 27      | 28      | 29      | 30      | 31      | 32      | 33      | 34      | 35      | 36      | 37      | 38      |
| VAL     | GRA     | BET     | GET     | RMA     | RSO     | RSO     | RSO     | RSO     | RSO     | RSO     | ATM     | RSO     | ATM     | ATM     | ATM     | ATM     | ATM     | ATM     | ATM     | ATM     | ATM     | ATM     | ATM     | ATM     | ATM     | ATM     | ATM     | ATM     | ATM     | ATM     | ATM     | ATM     | ATM     | ATM     | ATM     | ATM     | ATM     |

Clubes que ficaram na última posição do campeonato ao final de cada rodada:
| Rodadas | Rodadas | Rodadas | Rodadas | Rodadas | Rodadas | Rodadas | Rodadas | Rodadas | Rodadas | Rodadas | Rodadas | Rodadas | Rodadas | Rodadas | Rodadas | Rodadas | Rodadas | Rodadas | Rodadas | Rodadas | Rodadas | Rodadas | Rodadas | Rodadas | Rodadas | Rodadas | Rodadas | Rodadas | Rodadas | Rodadas | Rodadas | Rodadas | Rodadas | Rodadas | Rodadas | Rodadas | Rodadas |
| ------- | ------- | ------- | ------- | ------- | ------- | ------- | ------- | ------- | ------- | ------- | ------- | ------- | ------- | ------- | ------- | ------- | ------- | ------- | ------- | ------- | ------- | ------- | ------- | ------- | ------- | ------- | ------- | ------- | ------- | ------- | ------- | ------- | ------- | ------- | ------- | ------- | ------- |
| 1       | 2       | 3       | 4       | 5       | 6       | 7       | 8       | 9       | 10      | 11      | 12      | 13      | 14      | 15      | 16      | 17      | 18      | 19      | 20      | 21      | 22      | 23      | 24      | 25      | 26      | 27      | 28      | 29      | 30      | 31      | 32      | 33      | 34      | 35      | 36      | 37      | 38      |
| CÁD     | ATH     | ELC     | ALA     | RVA     | LEV     | RVA     | RVA     | HUE     | CEL     | HUE     | HUE     | OSA     | OSA     | OSA     | HUE     | HUE     | HUE     | HUE     | HUE     | HUE     | HUE     | HUE     | HUE     | HUE     | HUE     | HUE     | HUE     | ALA     | EIB     | EIB     | EIB     | EIB     | EIB     | EIB     | EIB     | EIB     | EIB     |

## Estatísticas
Atualizado em 23 de maio de 2021.
| Pos. | Jogador           | Equipe             | Gols |
| ---- | ----------------- | ------------------ | ---- |
| 1    | Lionel Messi      | Barcelona          | 30   |
| 2    | Karim Benzema     | Real Madrid        | 23   |
| 2    | Gerard Moreno     | Villarreal         | 23   |
| 4    | Luis Suárez       | Atlético de Madrid | 21   |
| 5    | Youssef En-Nesyri | Sevilla            | 18   |
| 6    | Alexander Isak    | Real Sociedad      | 17   |
| 7    | Iago Aspas        | Celta de Vigo      | 14   |
| 8    | Antoine Griezmann | Barcelona          | 13   |
| 8    | Rafa Mir          | Huesca             | 13   |
| 8    | José Luis Morales | Levante            | 13   |
| 11   | Kike              | Eibar              | 12   |
| 11   | Marcos Llorente   | Atlético de Madrid | 12   |
| 11   | Roger Martí       | Levante            | 12   |
| 11   | Santi Mina        | Celta de Vigo      | 12   |

| Pos. | Jogador          | Equipe             | Assist. |
| ---- | ---------------- | ------------------ | ------- |
| 1    | Iago Aspas       | Celta de Vigo      | 13      |
| 2    | Marcos Llorente  | Atlético de Madrid | 11      |
| 3    | Yannick Carrasco | Atlético de Madrid | 10      |
| 3    | Toni Kroos       | Real Madrid        | 10      |
| 5    | Karim Benzema    | Real Madrid        | 9       |
| 5    | Jorge de Frutos  | Levante            | 9       |
| 5    | Lionel Messi     | Barcelona          | 9       |
| 5    | Denis Suárez     | Celta de Vigo      | 9       |
| 9    | Ángel Correa     | Atlético de Madrid | 8       |
| 9    | Mikel Oyarzabal  | Real Sociedad      | 8       |
| 9    | Carlos Soler     | Valencia           | 8       |

### Hat-tricks
| Jogador           | Para          | Contra        | Resultado | Data                    | Ref.   |
| ----------------- | ------------- | ------------- | --------- | ----------------------- | ------ |
| Carlos Soler      | Valencia      | Real Madrid   | 4–1       | 8 de novembro de 2020   | [ 36 ] |
| Youssef En-Nesyri | Sevilla       | Real Sociedad | 3–2       | 9 de janeiro de 2021    | [ 37 ] |
| Youssef En-Nesyri | Sevilla       | Cádiz         | 3–0       | 23 de janeiro de 2021   | [ 38 ] |
| Rafa Mir          | Huesca        | Valladolid    | 3–1       | 29 de janeiro de 2021   | [ 39 ] |
| Alexander Isak    | Real Sociedad | Alavés        | 4–0       | 21 de fevereiro de 2021 | [ 40 ] |
| Gerard Moreno     | Villarreal    | Granada       | 3–0       | 3 de abril de 2021      | [ 41 ] |
| Kike              | Eibar         | Alavés        | 3–0       | 1 de maio de 2021       | [ 42 ] |
| Carlos Bacca      | Villarreal    | Sevilla       | 4–0       | 16 de maio de 2021      | [ 43 ] |

## Prêmios

### Troféu Zamora
Atualizado em 23 de maio de 2021.
O Troféu Zamora é um prêmio entregue ao final de cada temporada da La Liga pelo jornal espanhol Marca ao goleiro com menor média de gols sofridos no campeonato. O goleiro deve ter disputado ao menos 28 partidas de 60 ou mais minutos para ser elegível para o troféu.
| Pos. | Jogador               | Equipe             | GC | Jogos | Média |
| ---- | --------------------- | ------------------ | -- | ----- | ----- |
| 1º   | Jan Oblak             | Atlético de Madrid | 25 | 38    | 0.66  |
| 2º   | Thibaut Courtois      | Real Madrid        | 28 | 38    | 0.74  |
| 3º   | Bono                  | Sevilla            | 28 | 33    | 0.85  |
| 4º   | Álex Remiro           | Real Sociedad      | 38 | 38    | 1     |
| 5º   | Marc-André ter Stegen | Barcelona          | 32 | 31    | 1.03  |

### Jogador do mês
| Mês       | Jogador           | Equipe             | Ref.   |
| --------- | ----------------- | ------------------ | ------ |
| Setembro  | Ansu Fati         | Barcelona          | [ 45 ] |
| Outubro   | Mikel Oyarzabal   | Real Sociedad      | [ 46 ] |
| Novembro  | João Félix        | Atlético de Madrid | [ 47 ] |
| Dezembro  | Iago Aspas        | Celta de Vigo      | [ 48 ] |
| Janeiro   | Youssef En-Nesyri | Sevilla            | [ 49 ] |
| Fevereiro | Lionel Messi      | Barcelona          | [ 50 ] |
| Março     | Karim Benzema     | Real Madrid        | [ 51 ] |
| Abril     | Fernando          | Sevilla            | [ 52 ] |
| Maio      | Jan Oblak         | Atlético de Madrid | [ 53 ] |

### Prêmios anuais
| Prêmio                    | Jogador               | Equipe                | Ref. |
| ------------------------- | --------------------- | --------------------- | ---- |
| Troféu Alfredo Di Stéfano | Luis Suárez           | Atlético de Madrid    |      |
| Troféu Pichichi           | Lionel Messi          | Barcelona             |      |
| Troféu Zarra              | Gerard Moreno         | Villarreal            |      |
| Troféu Miguel Muñoz       | Diego Simeone         | Atlético de Madrid    |      |
| Troféu Zamora             | Jan Oblak             | Atlético de Madrid    |      |
| Troféu Guruceta           | Javier Alberola Rojas | Javier Alberola Rojas |      |